# Марія Ескоте
Марія Ескоте (16 липня 1979, Барселона, Іспанія) — іспанська дизайнерка, власниця бренду "María Escoté"

## Біографія
Марія Ескоте народилася 16 липня 1979 року у Барселоні. У 2006 році провела свій перший показ на Moda FAD. Співпрацювала з брендом "Desigual". З лютого 2018 року по квітень 2022 була членом журі у телепрограмі "Maestros de la costura".

## Нагороди
- Premio Marie Claire (2010)[4]